# Rolf Franke (Basketballspieler)
Rolf Franke (* 7. April 1967 in Amsterdam) ist ein ehemaliger niederländischer Basketballspieler.

## Laufbahn
Der 1,98 Meter messende Flügelspieler stand von 1987 bis 1989 im Aufgebot der Amsterdamer Mannschaft Canadians. Dort entwickelte er sich zu einem Leistungsträger und wechselte 1989 innerhalb der Eredivisie zum BV Noordkop nach Den Helder, wo er unter Trainer Ton Boot spielte. 1990, 1991 und 1992 gewann Franke mit der Mannschaft den niederländischen Meistertitel. Auf europäischer Ebene stieß er mit Den Helder in der Saison 1989/90 im Europapokal der Landesmeister in die Gruppenphase der besten acht Mannschaften vor und wurde dort Siebter.
Er ging zur Saison 1992/93 zum EBBC Den Bosch, mit dem er ebenfalls die Meisterschaft gewann und spielte von 1993 bis 1998 erneut für Noordkop. In dieser Zeit errang Franke 1995 sowie 1998 abermals den Meistertitel. Von 1998 bis 2000 verstärkte der Flügelspieler die Mannschaft von ABC Amsterdam (Ricoh Astronauts) und errang mit ihr 1999 und 2000 die niederländische Meisterschaft.
Franke gewann neben acht Meistertiteln ebenfalls während seiner Laufbahn insgesamt vier Mal den niederländischen Pokalwettbewerb. Er bestritt ab 1988 60 Länderspiele für sein Heimatland, 1989 nahm er an der Europameisterschaft teil. In europäischen Vereinswettbewerben stand Franke insgesamt in 63 Partien auf dem Feld. Er studierte neben dem Basketball zunächst Medizin, dann Rechtswissenschaft.
2009 und 2010 betreute Franke als Trainer die niederländische U16-Nationalmannschaft. Er war 2014 einer der Mitgründer der Stiftung NMT, die die niederländische Basketballnationalmannschaft unterstützt, und gehörte lange dem Stiftungsvorstand an. 2018 trat er das Amt des Trainers des Erstligisten Zorg en Zekerheid Leiden an. Franke, der hauptberuflich im Bankwesen tätig ist, führte die Mannschaft im Spieljahr 2018/19 ins Halbfinale der niederländischen Liga und ins Achtelfinale des FIBA Europe Cups. Dort schied man gegen den späteren Sieger des Wettbewerbs, Dinamo Basket Sassari, aus. Er wurde als bester Trainer der Saison 18/19 in der niederländischen Liga ausgezeichnet. Seine Amtszeit in Leiden endete nach der Saison 2019/20, da die Mannschaftsleitung die Stelle fortan mit einem hauptamtlichen Trainer besetzen wollte.

## Familie
Frankes Vater Wim bestritt 47 Länderspiele für die Niederlande und errang neun Meistertitel auf Vereinsebene. Sohn Yannick Franke schlug ebenfalls eine Basketball-Leistungssportlaufbahn ein.